# 海栄RYOKANS
海栄RYOKANS（かいえいりょかんず）は、愛知県知多郡南知多町に本社を置く株式会社海栄館を中心とする企業群が運営しているホテルチェーン。主に中部地方で温泉・リゾートホテルを展開している。キャッチコピーは記念日の宿。

## 概要
1981年に南知多町で開業した「海栄館」にルーツを持つホテルチェーン。2000年代以降、主にバブル期の過剰投資などで経営が行き詰まったホテル等を買収する形でチェーンを拡大し、2023年現在は計17館を運営している。

## 施設一覧
※2023年7月現在

### 愛知県
- 源氏香（知多郡南知多町）
- 花乃丸（知多郡南知多町）
- 天の丸（額田郡幸田町）
- 風の谷の庵（額田郡幸田町）
- ホテルたつき（蒲郡市）
- 花かざし（蒲郡市）
- 吉良かん（西尾市）

### 三重県
- 彩向陽（三重郡菰野町）
- 千の杜（伊勢市）
- 斎王の宮（伊勢市）
- 月夜見の座（伊勢市）
- Luxury Trailers 離宮 伊勢（伊勢市）

### 富山県
- つるぎ恋月（中新川郡上市町）
- 延対寺荘（黒部市）
- ホテルおがわ（下新川郡朝日町）

### 愛媛県
- 汐の丸（今治市）
- 奥道後 壱湯の守（松山市）

### 山梨県
- 甲府記念日ホテル（甲府市）